# Galina Stepanenko
Galina Olegovna Stepanenko (Гали́на Оле́говна Степане́нко), née le 12 juin 1966 à Moscou (URSS), est une ballerine russe qui fut première danseuse du ballet du Bolchoï. Elle est nommée artiste du peuple de Russie en 1996. Elle dirige depuis 2013 la troupe du Bolchoï.

## Biographie
Galina Stepanenko fait de la gymnastique artistique dans son enfance et elle est invitée à l'école de la réserve olympique. Elle entre en 1976 à l'Académie de chorégraphie de Moscou, ont elle sort diplômée en 1984 dans la classe de Sofia Golovkina. Elle danse déjà avant la fin de ses études des rôles de premiers plans: Swanhilde dans Coppélia, Lise dans La Fille mal gardée ou encore le grand pas de Paquita.
En 1984-1988, elle est soliste dans l'ensemble du Théâtre du ballet classique de Natalia Kassatkina et Vladimir Vassiliev, où elle pour pédagogue Marina Kolpatchi-Kouznetsova. En 1988-1990, elle est ballerine au Théâtre Stanislavski-Nemirovitch-Dantchenko, où elle répète sous la houlette de Nina Tchkalova. Elle est engagée en 1990 dans la troupe du ballet du Bolchoï, où sa pédagogue est Marina Semionova, puis Marina Kondratieva, Raïssa Stroutchkova et Ekaterina Maximova.
En 1992, elle est diplômée du GITIS (classe de Marina Semionova) dans la spécialité de pédagogue-chorégraphe. Elle termine sa carrière artistique en décembre 2012 et devient répétitrice du Bolchoï. En janvier 2013, elle est directrice artistique du ballet par interim, puis à l'automne 2013 elle dirige la troupe du ballet du Bolchoï.

## Répertoire au Théâtre de ballet classique Kassatkine et Vassiliev
- Nathalie: Nathalie ou la laitière suisse
- soliste: Thème avec variations
- Tchertovka: La Création du monde
- soliste: Bakhiana, 1987, chorégraphie d'Alberto Alonso, création du rôle

## Répertoire au Théâtre Stanislavski-Nemirovitch-Dantchenko
- Odette/Odette: Le Lac des cygnes
- Kitri et la dryade victorieuse, Don Quichotte
- Koulava: Snegourotchka
- Médora: Le Corsaire

## Répertoire du Bolchoï
- 1991 — Le Lac des cygnes de Tchaïkovski, version de Grigorovitch: Odette/Odile
- 1991 — Giselle, d'Adolphe Adam, version de Grigorovitch: Giselle
- 1991 — La Bayadère, de Minkus, version de Grigorovitch: Nikia
- 1992 — Le Corsaire, d'Adam, version de Constantin Sergueïev: Médora
- 1992 — La Nuit des Walpurgis de l'opéra Faust de Gounod, chor. de Leonid Lavrovski: bacchante
- 1993 — Raymonda de Glazounov, version de Grigorovitch: Raymonda
- 1994 — L'Âge d'or de Chostakovitch, chor. de Grigorovitch: Rita
- 1994 — Don Quichotte, de Minkus, version de Grigorovitch: Kitri
- 1995 — La Sylphide de Herman Lebenshold, chor. de Bournonville, version d'Elsa-Marianne von Rosen: la Sylphide
- 1995 — Spartacus d'Aram Khatchatourian, chor. de Grigorovitch: Ægina
- 1995 — Roméo et Juliette de Prokofiev: chor. de Lavrovski: Juliette
- 1996 — Le Lac des cygnes de Tchaïkovski, chor. de Vladimir Vassiliev: la princesse
- 1996 — Aniouta de Valeri Gavriline, chor. de Vladimir Vassiliev: Aniouta
- 1997 — La Belle au bois dormant de Tchaïkovski, version de Grigorovitch: la princesse Aurore
- 1998 — La Bayadère de Minkus, version de Grigorovitch: Gamzatti
- 1999 — Symphonie en do majeur sur une musique de Bizet, chor. de Balanchine: la soliste du IVe acte
- 1999 — Chopiniana sur une musique de Chopin, chor. de Michel Fokine: septième valse et prélude
- 1999 — Balda sur une musique de Chostakovitch, chor. de Vassiliev: Popadia, création
- 2002 — Le Lac des cygnes de Tchaïkovski, chor. de Grigorovitch (2e version): Odette/Odile
- 2004 — Le Clair Ruisseau de Chostakovitch, chor. d'Alexeï Ratmansky: la danseuse classique
- 2006 — Carmen Suite de Bizet-Chtchedrine, chor. d'Alberto Alonso: Carmen
- 2009 — grand pas classique de Paquita de Minkus, version de Iouri Bourlaka: Paquita

## Distinctions
- 1984 — lauréate du concours de ballet pansoviétique de Moscou (Ier prix et prix de l'école de chorégraphie de Léningrad, groupe des jeunes)
- 1985 — lauréate du concours international des artistes de ballet de Moscou (IIe prix, groupe des jeunes)
- 1989 — lauréate du concours international des artistes de ballet de Moscou (Ier prix du groupe des grands)
- 1994 — Artiste émérite de Russie[1]
- 1995 — Prix de l'association internationale des chorégraphes «Benois de la danse» pour le rôle de Kitri dans Don Quichotte
- 1995 — Prix «Etoile» du magazine Danza&Danza (Bolzano)
- 1996 — Ariste du peuple de Russie[2]
- 2001 — Ordre de l'Honneur[3]
- 2004 — Prix du magazine russe Ballet «L'Âme de la danse» dans la catégorie «Reine de la danse»